# Débattre en Sorbonne
Débattre en Sorbonne est une association française des universités de la Sorbonne,, reconnue d'intérêt général.
Fondée à l'automne 2013, son activité principale est la tenue de conférences, rencontres et débats sur les grands sujets du monde contemporain. Elle organise également de grands évènements d'art oratoire et de rhétorique (procès fictifs, joutes, simulations de débat parlementaire).
Elle se donne pour but absolu la promotion des valeurs républicaines et de l'esprit universitaire.
Le modèle de Débattre en Sorbonne est inspiré de l'Oxford Union Society, Cambridge Union, University Philosophical Society et de la College Historical Society.

## Histoire
Débattre en Sorbonne est fondée en 2013, dans les locaux historiques de la Sorbonne. L'association rassemble des étudiants de toutes les universités de la Sorbonne (Panthéon-Sorbonne, Sorbonne Nouvelle, Université Paris-Sorbonne) ainsi que d'Île-de-France.
Jouissant d'une importante renommée, elle a notamment eu l'honneur de recevoir sur ses bans François Hollande, Anne Hidalgo, Thomas Piketty, Bernard Cazeneuve, Nicole Belloubet, Étienne Klein, Thomas Porcher, Thomas Guénolé, Raphaël Glucksmann ou encore Edward Snowden en vidéoconférence en direct depuis Moscou où il est exilé depuis 2013,.
En 2019, l'association est reconnue d'intérêt général.
En 2020, Débattre en Sorbonne participe à la fondation de l'association À Travers les Murs qui dispense des cours d'éloquence en milieu carcéral.

## Fonctionnement
Tous les étudiants des Universités de la Sorbonne peuvent adhérer à Débattre en Sorbonne après une procédure de sélection rigoureuse qui se fonde sur une lettre de motivation, un curriculum vitæ et enfin un entretien de personnalité.
Les activités de l'association fonctionnent notamment avec des partenariats parmi lesquels : 
- Comédie-Française
- Université Panthéon-Sorbonne
- Sorbonne Université
- Centre des monuments nationaux

L'association nomme ponctuellement des membres d'honneur. Elle a comme parrain Maître Henri Leclerc et l'ancien Premier ministre Bernard Cazeneuve. Nicole Fontaine a été marraine de l'association jusqu'à son décès en 2018.

## Activités
L'activité principale de Débattre en Sorbonne est l'organisation de conférences autour de personnalités du monde politique, scientifique ou littéraire. 
Parmi les invités: 
- Michel Butor
- Elio Di Rupo
- Edward Snowden[9]
- Anne Hidalgo
- Dominique Wolton
- Jean-Michel Aphatie
- Plantu
- Patrice Spinosi
- Yann Moix
- Fabrice Arfi
- Jean Veil
- Christophe Barbier
- Gaspard Gantzer
- Nicole Fontaine
- Bernard Cazeneuve
- Jean-Louis Debré
- Jean Jouzel
- Arnaud Montebourg
- Raphaëlle Bacqué
- Nathalie Loiseau
- Michael Edward
- Henri Leclerc
- Ivan Rioufol
- Emmanuel Chaunu
- Patrick Bernasconi
- Dominique Fernandez
- Wendy Bouchard
- Michel Goya
- Bruno Jeudy
- Gilles Kepel
- Philippe Jurgensen
- Jean-Marie Rouart
- Frédéric Encel
- Laurent Bouvet
- Gratien Maire
- François Hollande
- Gérard Biard
- Anne Soupa
- Jacques Attali
- Laurent Fabius
- Jean-Luc Mélenchon[10]
- Yannick Jadot[11]
- Gérard Davet, Fabrice Lhomme
- Amélie Oudéa-Castéra
- Marcel Gauchet
- Dominique de Villepin

,
Son autre tradition est l'organisation de joutes oratoires sur des sujets polémiques comme les dessins de presse quelques jours avant les attentats de Charlie Hebdo, le dérèglement climatique ou la laïcité .
Débattre en Sorbonne organise également chaque année
- Des visites de lieux institutionnels (Assemblée Nationale, Sénat, Conseil Constitutionnel, Conseil d'État, Cour des comptes, etc).
- Un voyage d'étude à l'étranger (le Liban et l'Espagne en 2018, la Belgique en 2019, etc), où les membres rencontrent des personnalités du pays visité et prennent part à des compétitions inter-universitaires de débat ou de rhétorique.

### Sources
(février 2019).
- Margaux Brunet, Débattre en Sorbonne : l’éloquence au cœur du quartier latin, Alma Mater, 2019.
- Présentation de l'association sur le site de l'Université Sorbonne-Nouvelle